# Xique-Xique
Xique-Xique est une municipalité brésilienne de l'État de Bahia et la microrégion de Barra.